# Reprezentacja Słowacji w piłce wodnej kobiet
Reprezentacja Słowacji w piłce wodnej kobiet – zespół, biorący udział w imieniu Słowacji w meczach i sportowych imprezach międzynarodowych w piłce wodnej, powoływany przez selekcjonera, w którym mogą występować wyłącznie zawodnicy posiadający obywatelstwo słowackie. Za jej funkcjonowanie odpowiedzialny jest Słowacki Związek Piłki Wodnej (SZVP), który jest członkiem Międzynarodowej Federacji Pływackiej.